# فيليبا غريغوري
فيليبا غريغوري (بالإنجليزية: Philippa Gregory) (و. 1954  م) هي روائية، وكاتِبة بريطانية، ولدت في نيروبي.

## سيرة شخصية

### النشأة والوظيفة الأكاديمية
ولدت فيليبا غريغوري في 9 يناير 1954 في نيروبي، التي كانت في ذلك الوقت بمثابة عاصمة لمستعمرة كينيا (جمهورية كينيا الحديثة)، وهي الابنة الثانية لإلين وآرثر بيرسي غريغوري، الذي كان يعمل كملاح في خطوط طيران شرق أفريقيا. انتقلت فيليبا مع عائلتها إلى بريستول في إنجلترا عندما كانت في الثانية من عمرها.
وُصفت فيليبا بأنها كانت «متمردة» خلال دراستها في مدرسة كولستون للبنات. حصلت على درجة بي في اللغة الإنجليزية، ودرجتي إي في التاريخ والجغرافيا، ثم ذهبت إلى كلية الصحافة في كارديف وقضت عامًا كمتدربة في أخبار بورتسموث قبل أن تتمكن من الحصول على مقعد في صف الأدب الإنجليزي في جامعة ساسكس، ثم انتقلت إلى صف التاريخ. عملت فيليبا غرغوري في إذاعة بي بي سي لمدة عامين قبل الالتحاق بجامعة أدنبرة، وحصلت هناك على الدكتوراه في أدب القرن الثامن عشر، ثمَّ درَّست في جامعة دورهام وجامعة تيسايد والجامعة المفتوحة، وأصبحت زميلًا بجامعة كينغستون في عام 1994.

### حياتها الخاصة
كتبت غريغوري روايتها الأولى «وايدأكري» أثناء دراستها في مرحلة الدكتوراه في تاريخ أدب القرن الثامن عشر. كانت تعيش حينها مع زوجها الأول بيتر تشيسليت الذي كان محررًا في هارتلبول ميل وابنتها فيكتوريا. تطلق الزوجان قبل نشر الرواية.
حققت الرواية نجاحًا كبيرًا وانتقلت فيليبا بعدها إلى غرب ويسكس، وتزوجت هناك من زوجها الثاني بول كارتر. تطلقت للمرة الثانية وتزوجت أنتوني ماسون التي كانت قد التقت به لأول مرة خلال فترة وجودها في هارتلبول. تعيش غريغوري الآن في مزرعة مساحتها 100 فدان (0.40 كيلومتر مربع) قرب محمية نورث يورك مورز الوطنية مع زوجها وأطفالها وأطفال زوجها، وتشمل هواياتها ركوب الخيل والمشي والتزلج والبستنة.

### الكتابة
كتبت غرغوري عدة روايات تاريخية تدور في فترات تاريخية مختلفة، رغم أنها كانت تركز بشكلٍ خاص على عهد تيودور وأحداث القرن السادس عشر. دفعتها قراءة روايات القرن السابع عشر إلى كتابة ثلاثيتها الأكثر مبيعًا وايدأكري، وهي قصة عن حب الأرض وسفاح القربى، ثم أتبعت ذلك سلسلة من الروايات الناجحة. كُلفت بكتابة سلسلة درامية من أربعة أجزاء لتلفزيون بي بي سي، ورُشِّح النص الذي كتبته لجائزة الأكاديمية البريطانية للأفلام والمسلسلات التلفزيونية، وفاز بجائزة من لجنة المساواة العرقية، وعرض الفيلم في جميع أنحاء العالم.

### انتقادات
أكدت غريغوري أنَّ التزامها بالدقة التاريخية هو السمة المميزة لكتابتها، لكن هذا محل خلاف بين المؤرخين. فقد سخر المؤرخ ديفيد ستاركي الذي ظهر إلى جانبها في فيلم وثائقي عن آن بولين من دقة أعمالها، وأضاف: يجب أن نتوقف عن أخذ الروائيين التاريخيين على محمل الجد كمؤرخين. انتقدت سوزان بوردو أيضًا ادعاءات غريغوري بالدقة التاريخية، وقالت بأن ذلك تيدرج في سياق خداع النفس وتضليل الذات. وجهت غريغوري انتقادات كبيرة لشخصية آن بولين الزوجة الثانية للملك هنري الثامن، وصورتها على أنها باردة ولا ترحم، وأكدت ضمنيًا صحة الاتهامات الموجهة إليها بأنها ارتكبت الزنا وسفاح القربى مع شقيقها، على الرغم من قبول المؤرخين اليوم على نطاق واسع لبراءتها من هذه التهم. 

## التعليم
تعلمت في جامعة إدنبرة، وجامعة ساسكس.

## جوائز
حصلت على جوائز منها:
- Romantic Novelists' Association Awards [الإنجليزية]‏.

## وصلات خارجية
- فيليبا غريغوري على موقع IMDb (الإنجليزية)
- فيليبا غريغوري على موقع ميوزك برينز (الإنجليزية)
- فيليبا غريغوري على موقع قاعدة بيانات الفيلم (الإنجليزية)

- فيليبا غريغوري في قاعدة بيانات الأفلام على الإنترنت